# Proaspis aitia
Proaspis aitia är en mångfotingart som beskrevs av Loomis 1941. Proaspis aitia ingår i släktet Proaspis och familjen Platyrhacidae. Inga underarter finns listade i Catalogue of Life.